# Sojuz 7
Sojuz 7 (ryska: Союз-7) var en flygning i det sovjetiska rymdprogrammet. Farkosten sköts upp med en Sojuz-raket från Kosmodromen i Bajkonur den 12 oktober 1969. Tanken var att Sojuz 7 skulle docka med Sojuz 8 och att Sojuz 6 skulle fotografera dockningen. Någon dockning blev det aldrig, dockningsmekanismen på samtliga tre farkoster fallerade. Farkosten återinträdde i jordens atmosfär och landade i Sovjetunionen den 17 oktober 1969.